# La Palma, San Salvador
La Palma är en ort i Mexiko.   Den ligger i kommunen San Salvador och delstaten Hidalgo, i den sydöstra delen av landet, 100 km norr om huvudstaden Mexico City. La Palma ligger 1 969 meter över havet och antalet invånare är 105.
Terrängen runt La Palma är platt österut, men västerut är den kuperad. Runt La Palma är det ganska tätbefolkat, med 120 invånare per kvadratkilometer. Närmaste större samhälle är San Salvador, 1,5 km öster om La Palma. Omgivningarna runt La Palma är en mosaik av jordbruksmark och naturlig växtlighet.